# Palais royal des expositions
Le Palais royal des expositions (en anglais : Royal Exhibition Building) est un bâtiment conçu, avec les jardins Carlton, pour l'Exposition internationale de Melbourne de 1880. Sur le territoire australien, les deux biens sont inscrits depuis 2004 sur la liste du patrimoine mondial.
La première pierre de ce bâtiment dessiné par Joseph Reed en brique, bois, acier et ardoise, fut posée par le Gouverneur du Victoria George Bowen le 19 février 1879. Son architecture est très influencée par les architectures byzantine, romane, lombarde et de la Renaissance italienne.

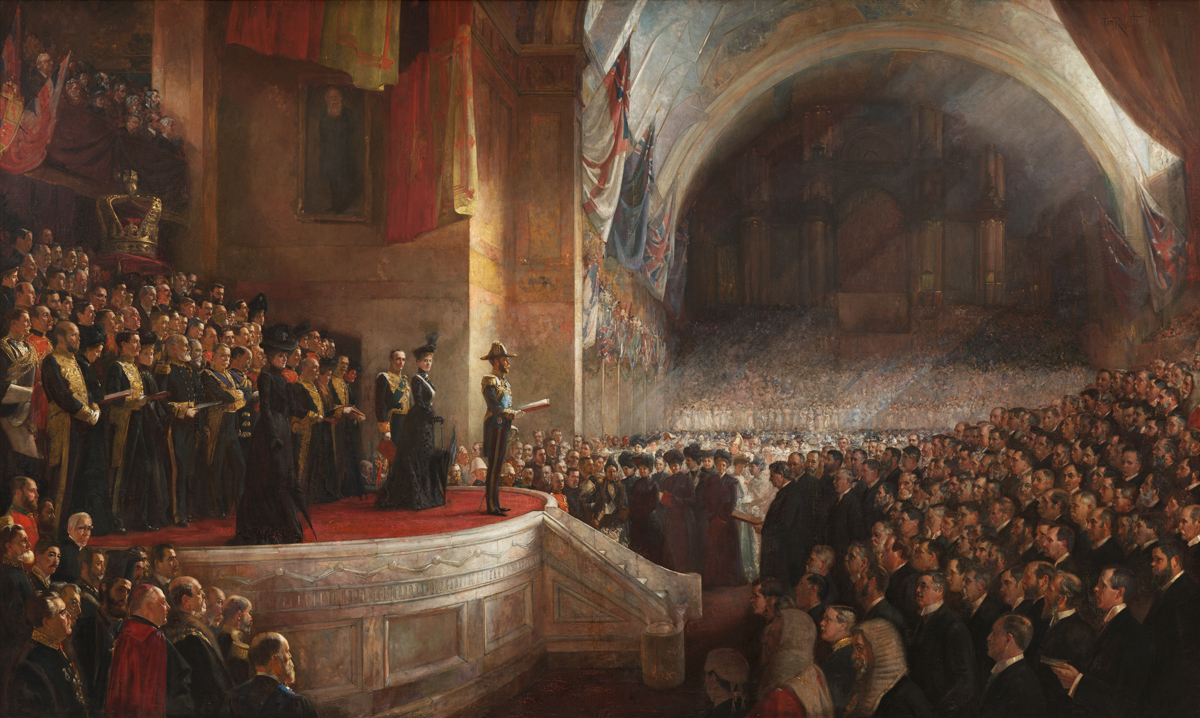
L'ouverture du Parlement australien, le 9 mai 1901. Peinture de Tom Roberts.

C'est dans ce bâtiment que s'ouvrit le 9 mai 1901 la séance inaugurale du parlement d'Australie. Il s'agissait alors du seul bâtiment de Melbourne assez grand pour accueillir les 14 000 invités.